# Electroteleia stigmatica
Electroteleia stigmatica är en stekelart som beskrevs av Charles Thomas Brues 1940. Electroteleia stigmatica ingår i släktet Electroteleia och familjen Scelionidae. Inga underarter finns listade i Catalogue of Life.